# Colonia Llano Grande, Nicolás Romero
Colonia Llano Grande, även Nuevo Ejido, är en ort i Mexiko, tillhörande kommunen Nicolás Romero i delstaten Mexiko. Colonia Llano Grande ligger i den centrala delen av landet och tillhör Mexico Citys storstadsområde. Orten hade 724 invånare vid folkmätningen 2010.